# Monuments nationaux de Bijeljina
Cet article recense les monuments nationaux situés sur le territoire de la ville de Bijeljina en Bosnie-Herzégovine et dans la république serbe de Bosnie. La liste établie par la Commission pour la protection des monuments nationaux compte 3 monuments nationaux inscrits sur la liste principale et 10 monuments inscrits sur une liste provisoire.

## Monuments nationaux
| Monument                                          | Localité      | Géolocalisation | Datation                                    | Commentaire éventuel      | Photo |
| ------------------------------------------------- | ------------- | --------------- | ------------------------------------------- | ------------------------- | ----- |
| Novo Selo (Franz Josefsfeld)                      | Novo Selo     |                 |                                             | Ensemble architectural    |       |
| Mosquée Atik                                      | Bijeljina     |                 | En 1520 et 1566                             | Avec le harem et un turbe |       |
| Église de la Sainte-Trinité du monastère de Tavna | Tavna-Banjica |                 | Fin du XVIe siècle ou début du XVIIe siècle | Monastère orthodoxe serbe |       |

## Liste provisoire
| Monument                                   | Localité           | Géolocalisation | Datation | Commentaire éventuel   | Photo |
| ------------------------------------------ | ------------------ | --------------- | -------- | ---------------------- | ----- |
| Église Saint-Gabriel de Gornji Dragaljevac | Gornji Dragaljevac |                 |          | Église orthodoxe serbe |       |
| Église Saint-Michel de Brodac              | Brodac             |                 |          | Église orthodoxe serbe |       |
| Église Saint-Élie de Janja                 | Janja              |                 |          |                        |       |
| Église de Novo Selo                        | Novo Selo          |                 |          |                        |       |
| Jazbine 1                                  | Batković           |                 |          |                        |       |
| Église catholique de Bijeljina             | Bijeljina          |                 |          |                        |       |
| Musée de la Semberija                      | Bijeljina          |                 |          | Semberija              |       |
| Maison Sokol de Bijeljina                  | Bijeljina          |                 |          | Le mouvement Sokol     |       |
| Moulin Vanek                               |                    |                 |          |                        |       |
| Hôtel de ville de Bijeljina                | Bijeljina          |                 |          |                        |       |